# LXIV edició dels Premis Ariel
La cerimònia de la LXIV edició dels Premis Ariel, que homenatja les millors pel·lícules mexicanes estrenades durant el 2021, ha estat organitzada per l'Academia Mexicana de Artes y Ciencias Cinematográficas (AMACC) l'11 d'octubre del 2022. Les nominacions van ser anunciades el 2 d'agost de 2022 pels actors Regina Blandón i Luis Alberti en una conferència de premsa en el museu Tamayo. En aquesta edició van ser inscrites 140 pel·lícules: 71 curtmetratges de ficció, documental i animació; 56 llargmetratges de ficció, documental i animació; i 13 produccions iberoamericanes. La cerimònia fou presentada per Regina Blandón, Yalitza Aparicio, Paulina Goto, Andres Delgado, Christian Chávez, Kristian Ferrer, Aida López, Alejandra Bogue i Mabel Cadena, que van homenatjar el director Jorge Fons, mort recentment.

## Guanyadors i nominats
Noche de fuego encapçala les nominacions amb 19, una d'elles el de Millor Pel·lícula, per la qual cosa la posiciona en tercer lloc entre les pel·lícules més nominades en la història del Premi Ariel, posició que comparteix junt a Por si no te vuelvo a ver de 1998 i De la calle. Un documental és nominat a Millor Pel·lícula per segona vegada consecutiva, en aquest cas Una película de policías.

### Premis
La següent llista inclou als nominats i els guanyadors estan llistats primer i destacats en negreta. ⭐
| Millor pel·lícula - ⭐ Noche de fuego – Pimienta Films, Match Factory Production y Desvia Producciones. Dir. Tatiana Huezo - Cosas imposibles – Alebrije Cine y Video, Agencia Sha i Estudios Churubusco Azteca. Dir. Ernesto Contreras - El otro Tom – Buenaventura Cine. Dir. Laura Santullo i Rodrigo Plá - Nudo mixteco – Madrecine, Avanti Pictures, E12 Media i FOPROCINE-IMCINE. Dir. Ángeles Cruz - Una película de policías – No Ficción S.A. de C.V. Dir. Alonso Ruizpalacios | Millor direcció - ⭐ Alonso Ruizpalacios – Una película de policías - Ángeles Cruz – Nudo mixteco - Arturo Ripstein – El diablo entre las piernas - Ernesto Contreras – Cosas imposibles - Tatiana Huezo – Noche de fuego |
| Millor actor - ⭐ Raúl Briones – Una película de policías - Alejandro Suárez – El diablo entre las piernas - Benny Emmanuel – Cosas imposibles - Leonardo Ortizgris – Los minutos negros - Noé Hernandez – Nudo mixteco | Millor actriu - ⭐ Mónica del Carmen – Una película de policías - Ana Cristina Ordóñez – Noche de fuego - Ilse Salas – Plaza Catedral - Nora Velázquez – Cosas imposibles - Sylvia Pasquel – El diablo entre las piernas |
| Millor coactuació masculina - ⭐ Kristyan Ferrer – Los minutos negros - Andrés Delgado – Cosas imposibles - Daniel Giménez Cacho – El diablo entre las piernas - Memo Villegas – Noche de fuego - Salvador Garcini – Cosas imposibles | Millor coactuació femenina - ⭐ Mayra Batalla – Noche de fuego - Aída López – Nudo mixteco - Eileen Yáñez – Noche de fuego - Mabel Cadena – La diosa del asfalto - Norma Pablo – Noche de fuego |
| Millor revelació actoral - ⭐ 'Adrián González – Blanco de verano - Alejandra Camacho – Noche de fuego - Giselle Barrera – Noche de fuego - Israel Rodríguez – El otro Tom - Julia Chávez – El otro Tom | Millor pel·lícula d’animació - ⭐ Un rescate de huevitos – Gabriel Riva Palacio Alatriste i Rodolfo Riva Palacio Alatriste |
| Millor argument original - ⭐ David Gaitán i Alonso Ruizpalacios – Una película de policías - Ángeles Cruz – Nudo mixteco - Joaquín del Paso i Lucy Pawlak – El hoyo en la cerca - Jorge Cuchí – 50 o dos ballenas se encuentran en la playa - Laura Santullo i Rodrigo Plá – El otro Tom | Millor guió adaptat - ⭐ Tatiana Huezo – Noche de fuego - Martín Solares i Mario Muñoz – Los minutos negros |
| Millor fotografia - ⭐ Dariela Ludlow – Noche de fuego - Alejandro Cantú – El diablo entre las piernas - César Gutiérrez Miranda AMC – Cosas imposibles - Emiliano Villanueva AMC – Una película de policías - Federico Barbabosa – Los minutos negros | Millor edició - ⭐ Yibrán Asuad – Una película de policías - Miguel Salgado – Nudo mixteco - Miguel Schverdfinger – El otro Tom - Miguel Schverdfinger – Noche de fuego - Paloma López Carrillo – El hoyo en la cerca |
| Millor disseny artístic - ⭐ Ivonne Fuentes Mendoza – Los minutos negros - Alejandro García i Sandra Flores – El diablo entre las piernas - Diana Saade – Cosas imposibles - Erika Ávila – La diosa del asfalto - Oscar Tello – Noche de fuego | Millor banda sonora - ⭐ Andrés Sánchez Maher i Gus Reyes – Cosas imposibles - David Mansfield – El diablo entre las piernas - Jacobo Lieberman i Andrés Sánchez Maher – Oaxacalifornia: el regreso - Kyle Eric Dixon i Michael David Stein – El hoyo en la cerca - Leonardo Heiblum i Jacobo Lieberman – Noche de fuego |
| Millor so - ⭐ Lena Esquenazi (disseny sonor), Federico G. Jordan (so directe), Paulo Gama (mescla de so) – Noche de fuego ‡ - Guido Berenblum (disseny sonor), Santiago Arroyo Camacho (so directe) i Jaime Baksht i Michelle Couttolenc (mescla de so) – El hoyo en la cerca - Isabel Muñoz Cota (disseny sonor), Javier Umpierrez (so directe) i Jaime Baksht i Michelle Couttolenc (mescla de so) – Una película de policías - Misael Hernández (so directe), Enrique Greiner (disseny sonor, medcla de so) i Raymundo Ballesteros i Manuel Montaño (mescla de so) – Cosas imposibles - Pablo Tamez (so directy), Rodrigo Castillo Filomarino (disseny sonor, mescla de so) – Nudo mixteco | Millor vestuari - ⭐ Abril Álamo – Los minutos negros - Alejandro Caraza – La diosa del asfalto - Laura García de la Mora – El diablo entre las piernas - Úrsula Schneider – El hoyo en la cerca - Úrsula Schneider – Noche de fuego |
| Millor maquillatge - ⭐ Mari Paz Robles "La Negra" – El exorcismo de Carmen Farías - ⭐ Roberto Ortiz i Ana Robles – Noche de fuego - Alejandro Caraza – La diosa del asfalto - Itzel Peña – Una película de policías - Roberto Ortiz – Los minutos negros | Millors efectes visuals - ⭐ Fernando Campos, Jaime Jasso, Isaac Basulto, Harumy Delmira Villarreal, Raúl Campos, Enrique Sánchez "Quix", Flavio Pedota, John Blásquez, Santiago Ortíz-Monasterio, Zack Rodríguez, Max Blásquez i Aaron Valenzuela – Aztech - Luis Montemayor – Los minutos negros - Martin Lake, Isaac Tellez y Raúl Pano – 50 o dos ballenas se encuentran en la playa - Miguel de Hoyos – Noche de fuego - Roberto Ham – El exorcismo de Carmen Farías |
| Millors efectes especials - ⭐ Ricardo Arvizu Jr. – Noche de fuego - Alejandro Vázquez – Malibu - Fernando Campos, Max Albarrán, Harumy Delmira Villarreal, Isaac Basulto, Miguel Ángel Marín, Ulises Guzmán, Raúl Campos, Enrique Sánchez "Quix", Salvador Drán i Mauricio Van Hasselt – Aztech - José Martínez "Josh" – El hoyo en la cerca - Ricardo Arvizu – 50 o dos ballenas se encuentran en la playa | Millor opera prima - ⭐ Nudo mixteco – Ángeles Cruz - Te nombré en el silencio – José María Espinoza de los Montes Tatto - Muerte al verano – Sebastián Padilla-Padilla - Guiexhuba – Sabrina Muhate - 50 o dos ballenas se encuentran en la playa – Jorge Cuchí |
| Millor pel·lícula iberoamericana - ⭐ El buen patrón – Fernando León de Aranoa ( - Cadejo blanco – Justin Lerner ( - El prófugo – Natalia Meta ( - Memoria – Apichatpong Weerasethakul ( - Mis hermanos sueñan despiertos – Claudia Huaiquimilla ( | Millor llargmetratge documental - ⭐ Una película de policías – Alonso Ruizpalacios ‡ - Cruz – Teresa Camou Guerrero - Oaxacalifornia: el regreso – Trisha Ziff - ¿Qué le pasó a las abejas? – Adriana Otero Puerto y Robin Canul Suárez - Te nombré en el silencio – José María Espinoza de los Montes Tatto |
| Millor curtmetratge de ficció - ⭐ El sueño mas largo que recuerdo – Carlos Lenin - Invierno – Rafael Ruiz Espejo - Manchester Acatitla – Selma Cervantes - Reina – Ozan Mermer - Viral – Laura Andrea Martínez Hinojosa | Millor curtmetratge d'animació - ⭐ Tío – Juan J. Medina ‡ - Fuego – Romina Díaz Araujo y Clara Helena Cobo Reyes - Llueve – Magali Rocha Donnadieu y Carolina Corral Paredes - Mijo tiene un dinosaurio – Alfredo Salomón - Secretum – Javier Gutiérrez |
| Millor curtmetratge documental - ⭐ Flores de la llanura – Mariana X. Rivera - En el fin del mundo – Abraham Escobedo-Salas - La libertad interna – Porfirio López Mendoza - Llámenme puta – Digcenia Mejias - Pepedrilo – Victor Cartas Valdivia | Ariel d'or - Diana Bracho ⭐ - Jaime Baksht ⭐ |